# ヴェラ (カメラ)

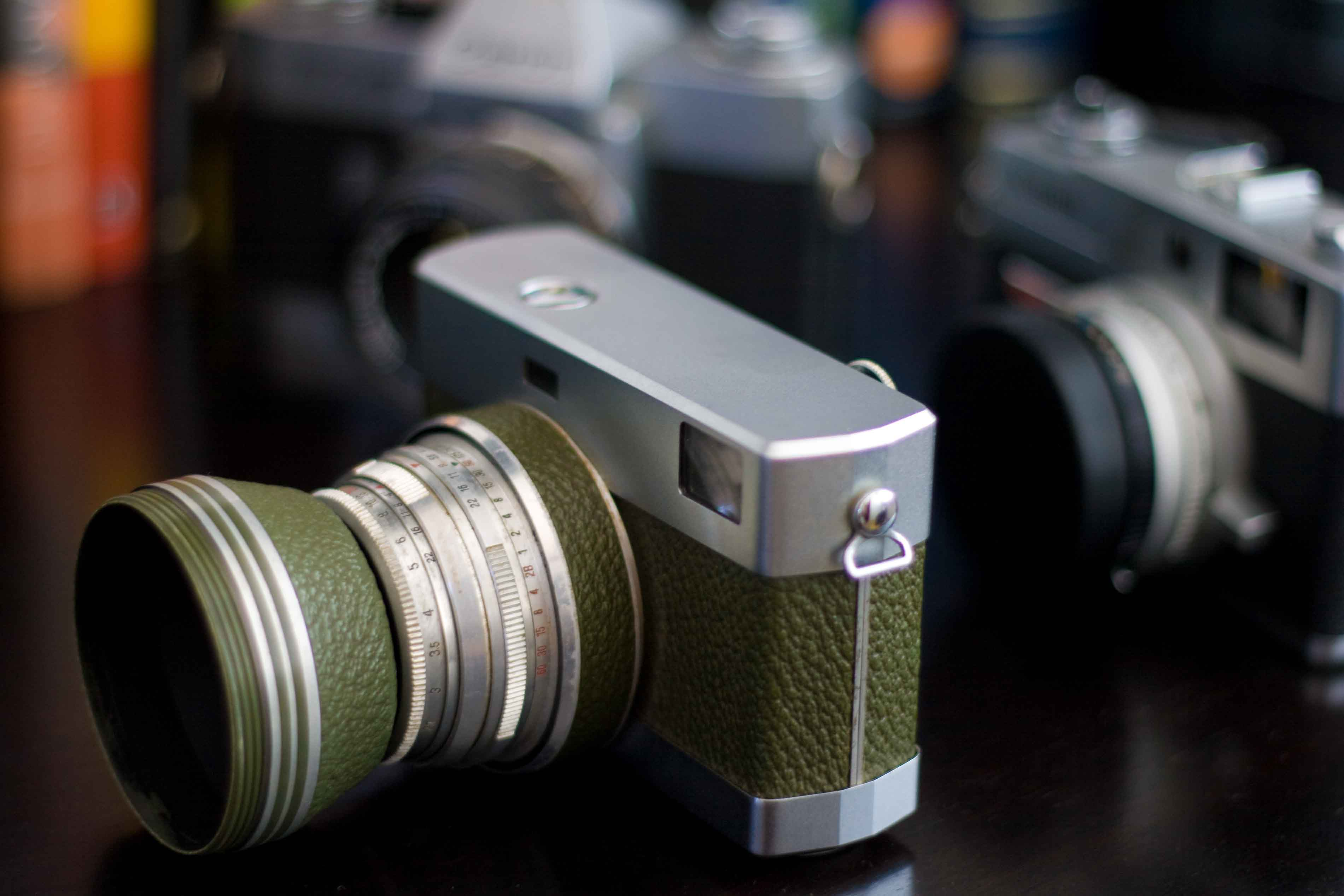
ヴェラ3

ヴェラ（Werra ）は1950年代から1960年代にかけてカール・ツァイス・イエナが製造したコンパクトカメラである。
135フィルムを使用し24×36mm（ライカ）判。日本には直接輸入されず、後に中古品が少数入って来たに留まった。
中級カメラであるにもかかわらず非常に凝った特徴が多いカメラで、特によく採り上げられるのはフィルム巻上げとシャッターチャージがレンズ基部のリングを回転させることにより行なう方法である。
レンズカバーは外して逆向きに取り付けるとレンズフードになる。
当機の一部機種に採用されたシャッター、プレストールRVS（Prestor RVS）は、レンズシャッターに一般的な1/500秒までではなく、最高速度として1/750秒の秒時を持つもので、一般的な往復羽根方式ではなく回転羽根方式により最高速度まで安定して動作する（チャージの時も羽根が開くので、遮光用の羽根を別に用意してチャージ中はそちらが閉まる）。しかし一部では詳細を知らないまま「1/750秒のレンズシャッターの速度標示などは経験的に信用がおけない」と逆に不信感を引き起こす結果にもなった（なおこのような、シャッターの開と閉を往復ではなく1方向への回転にすることで超高速域に対応する手法は、ウォレンサックのオプティモ（Optimo）が古く（米国特許第961192番、1910年）、また他にもコダック・シンクロラピッド800（Synchro-Rapid 800）などがある。なお、オプティモはチャージを不回転とし、1回ごとに反対方向に回転する）。

## 製品一覧
一般に時代が後になればなるほど安物の感じがある。

### 距離計なしカメラ
ファインダーは、ヴェラ及び、1954年発売のヴェラ１の初期製造機では素通し、以降は反射式ブライトフレーム。
- ヴェラ（1954年発売） - シャッター周りの巻上げリングは金属製で擬革が張ってない。レンズは3群3枚ノヴォナー50mmF3.5または3群4枚テッサー50mmF2.8。シャッターはコンパーまたはVEBツァイス・イコン製フェブーア(Vebur)。
- ヴェラ１(1954年発売）- シャッター周りの巻上げリングに擬革が張られた。レンズはノヴォナー50mmF3.5またはテッサー50mmF2.8。シャッターはコンパーラピッド、シンクロコンパー、またはフェブーア。

- ヴェラ2（1957年発売） - セレン式単独露出計を装備している。レンズはテッサー50mmF2.8。シャッターはプレストールまたはフェブーア[2]。
- ヴェラ1（後期）（1960年発売） - 露出計なし。レンズはテッサー50mmF2.8。シャッターはコンパーラピッドまたはフェブーア[2]。
- ヴェラ1c（1961年発売） - ヴェラ1のシャッターをプレストールRVSとしたモデル[2]。アクセサリーシューを装備した[2]。
- ヴェラ2b - ヴェラ2のシャッターをプレストールRVSとしたモデル[2]。
- ヴェラマート（1961年発売） - ヴェラ2bの露出計をシャッタースピードと連動させたモデル[2]。

### 距離計連動カメラ
レンジファインダーカメラ。当機のレンジファインダーは、よくある二重像式ではなく、ファインダー全体像と中央部の両方を実像式として、合致式とした比較的珍しい方式である。他の例はコダック・エクトラやスーパーコダック620などの超高級カメラが知られている。強力な視度調整機構があり、ファインダーアイピースを回すことで調整が可能である。
- ヴェラ3（1957年発売） - レンズはテッサー50mmF2.8[1]。全群レンズ交換が可能で、交換レンズにはフレクトゴン35mmF2.8、カルディナール100mmF4がある[4][3]。シャッターはシンクロコンパーまたはプレストールRVS[2]。ファインダーにも35mm、50mm、100mmの枠が入った[3]。
- ヴェラ4（1957年発売） - ヴェラ3にセレン式露出計が付いたモデル[1][2]。シャッターはシンクロコンパーまたはプレストールRVS[2]。
- ヴェラ5（1960年発売） - ヴェラ4の露出計を絞り及びシャッタースピードと連動させたモデル[2]。2枚の複雑な形状のプリズムと1枚の凹面レンズを使用しファインダー視野中央下に露出計指針、右下に絞りとシャッターの情報が見えるようになっている[6]。シャッターはプレストールRVS。
- ヴェラマチック（1961年発売） - ヴェラ5の露出計カバーを廃止したモデル[2]。